# Symbian
Symbian was een samenwerkingsverband waarin Nokia, Ericsson, Panasonic en Samsung waren vertegenwoordigd. Motorola en Psion maakten oorspronkelijk ook deel uit van dit samenwerkingsverband, maar stapten er respectievelijk in oktober 2003 en februari 2004 uit. De grootste belanghebbende in het consortium was Nokia: dit bedrijf had 47,9 procent van de aandelen in handen. In 2010 maakte Nokia bekend dat het, nadat Ericsson, Samsung en een aantal andere bedrijven uit de Symbian foundation stapten, de ontwikkeling op zich zou nemen. De Symbian foundation zou zich alleen nog maar bezig gaan houden met het verstrekken van licenties.
Symbian ontwikkelt een smartphone-besturingssysteem en verkoopt dat in licentie aan telefoonfabrikanten. Het Symbian-besturingssysteem is gebaseerd op het voormalige EPOC-platform van Psion. Dit bedrijf is vooral bekend van de zakcomputers met toetsenbordje (zogenaamd clamshell-model), die het bedrijf tot medio 2001 op de markt bracht. Daarna is Psion zich volledig op de zakelijke markt gaan richten en maakt vooral robuuste handcomputers voor de industrie onder de merknaam Psion Teklogix.
Tot 2011 maakte Nokia als enige grote fabrikant nog telefoons met Symbian (in het verleden hebben onder meer ook Sony Ericsson, Siemens en Samsung Symbian-toestellen op de markt gebracht). Modellen die dit platform gebruiken zijn onder andere telefoons uit de N- en E-serie.
Tijdens de Nokia Capital Market-dag op 11 februari 2011 maakte de bestuursvoorzitter van Nokia, Stephen Elop, bekend dat Nokia Windows Phone 7 ging hanteren als zijn primaire besturingssysteem voor mobiele telefoons. Symbian zal - voor zijn topmodellen - worden uitgefaseerd.
Concurrerende besturingssystemen voor smartphones zijn Apple iOS, Blackberry OS, Microsoft Windows Mobile/Windows Phone 7, Android, Maemo en PalmOS.